# Parawaldeckia stephenseni
Parawaldeckia stephenseni is een vlokreeftensoort uit de familie van de Lysianassidae. De wetenschappelijke naam van de soort is voor het eerst geldig gepubliceerd in 1974 door Hurley & Cooper.